# Xã Ely, Michigan
Xã Ely (tiếng Anh: Ely Township) là một xã thuộc quận Marquette, tiểu bang Michigan, Hoa Kỳ. Năm 2010, dân số của xã này là 1.952 người.